# Урнас
Урнас — посёлок в Новокузнецком районе Кемеровской области. Входит в состав Кузедеевского сельского поселения.

## География
Центральная часть населённого пункта расположена на высоте 302 метров над уровнем моря.

## Население
По данным Всероссийской переписи населения 2010 года, в посёлке Урнас проживает 8 человек (4 мужчины, 4 женщины).